# Пересвет (город)
Пересве́т — город в Московской области России. Входит в Сергиево-Посадский городской округ. Население — 11 434 чел. (2024).

## География
Город расположен на реке Кунье, в 3 км от трассы М8 и 17 км к северу от города Сергиева Посада, его окружают преимущественно леса и болота. Рядом с Пересветом расположены населённые пункты Игнатьево, Самойлово, Коврово, Сватково и другие.

### Климат
Климат умеренно континентальный. Самый тёплый месяц — июль, когда средняя температура воздуха составляет 20,1 °С, а самый холодный — январь, со средней температурой −7,7 °С.

## История
Город с 2000 года, ранее посёлок Новостройка близ города Краснозаводска (и в его административном подчинении), основанный в 1948 году для строительства испытательного центра ракетно-космической техники.
Большая часть жителей Новостройки принимала участие в создании и запуске первого искусственного спутника Земли, а также космического корабля, на котором Юрий Гагарин совершил первый в истории полёт в космос.
Но прежде чем начались испытания, надо было построить испытательную площадку. Для этого места предъявлялись особые требования: площадка должна находиться в 100 км от Москвы, в лесистой овражистой местности с речным протоком для сброса отработанных веществ. Представители государственной комиссии выбрали Загорский район.
Своё название город получил в честь легендарного воина Александра Пересвета, героя Куликовской битвы.
В 2006—2019 годах являлся центром городского поселения Пересвет Сергиево-Посадского муниципального района.

## Население
| 2001    | 2002    | 2003    | 2006    | 2007    | 2009    | 2010    | 2011    |
| ------- | ------- | ------- | ------- | ------- | ------- | ------- | ------- |
| 14 500  | ↗14 719 | ↘14 700 | →14 700 | →14 700 | ↘14 520 | ↘14 147 | ↘14 100 |
| 2012    | 2013    | 2014    | 2015    | 2016    | 2017    | 2018    | 2019    |
| ↗14 126 | ↘14 108 | ↘14 013 | ↘13 950 | ↘13 872 | ↘13 756 | ↘13 675 | ↘13 574 |
| 2020    | 2021    | 2023    | 2024    |         |         |         |         |
| ↘13 411 | ↘11 752 | ↘11 571 | ↘11 434 |         |         |         |         |

На 1 января 2025 года по численности населения город находился на 875-м месте из 1124 городов Российской Федерации.
На эту же дату Пересвет находился на предпоследнем (73 из 74) месте среди городов Московской области.

## Культура, образование и достопримечательности
В городе функционируют:
- Национальный музей ракетно-космической техники имени С. П. Королёва, где представлена история испытаний всех ракет и спутников, созданных в СССР и России;
- Дом культуры «Космос»;
- Библиотека имени А. Селиванова;
- Храм Иверской иконы Божьей матери (подворье Троице-Сергиевой лавры)[26][27];
- Две средних общеобразовательных школы (№ 5 и № 8);
- Пять детских дошкольных учреждений;
- Детская музыкальная школа № 4;
- Школа искусств «Гармония».

В сентябре 2019 года в городе на пересечении улиц Королева, Октябрьской и Строителей торжественно открыта Площадь защитников Отечества, на которой установлена группа барельефов, посвящённых военным подвигам в истории России. Главным элементом, венчающим площадь, стал памятник монаху-схимнику Александру Пересвету, работы скульптора Иннокентия Комочкина.
В 2021 году на площади имени В. А. Пухова установлена скульптура, посвящённая учёному — основателю посёлка Новостройка (впоследствии — город Пересвет).
Въезд в город венчает скульптурная композиция в виде земного шара, огибаемого инверсионным следом от взлетающей ракеты (отсылка к памятнику Покорителям космоса на Аллее Космонавтов в Москве).

## Спорт
Благодаря своеобразному ландшафту (перепады высот) Пересвет — хорошее место для занятия лыжным спортом.
В городе и окрестностях оборудована сертифицированная лыжная трасса, на которой ежегодно проводятся соревнования разных уровней.
В Пересвете функционирует лыжная школа имени Александра Легкова, плавательный бассейн «Чайка», ФСК «Метеор».

## Промышленность
Градообразующим предприятием города Пересвет является Федеральное казённое предприятие «Научно-исследовательский центр ракетно-космической промышленности» (ранее — НИИ химического машиностроения, НИИхиммаш) — ведущее предприятие Федерального космического агентства по испытаниям ракетных двигателей, космических аппаратов, спутников.
Также в городе действуют:
- АО «Загорский трубный завод» — выпуск прямошовных сварных труб;
- ООО «Общемаш» — производство газового и отопительного оборудования;
- ООО «Новые трубные технологии» — выпуск стеклопластиковых труб, насосных станций, очистных сооружений и различных видов ёмкостного оборудования.